# Acid Rain
Acid Rain to demo power metalowej grupy Angra.

## Lista utworów
1. Acid Rain (Bittencourt) – 14:11

## Twórcy
- Eduardo Falaschi – śpiew
- Kiko Loureiro – gitara i gitara basowa
- Rafael Bittencourt – gitara
- Aquiles Priester – perkusja